# Krisztina Egerszegi
Krisztina Egerszegi, née le 16 août 1974 à Budapest, est une nageuse hongroise.
Elle est la seule nageuse avec l'Australienne Dawn Fraser, à avoir remporté la médaille d'or dans la même discipline lors de trois olympiades consécutives. Elle a réalisé cet exploit sur 200 mètres dos lors des Jeux olympiques d'été de 1988, 1992 et 1996. Mais elle a également ajouté deux autres médailles d'or, une sur 100 mètres dos en 1992 et une médaille d'or sur 400 mètres quatre nages en 1992, une médaille d'argent sur 100 mètres dos en 1988 et une médaille de bronze sur 400 mètres quatre nages.
Elle était la seule nageuse à avoir remporté cinq médailles d’or olympiques individuelles, de 1988 à 1996 ; Michael Phelps étant le seul chez les hommes, jusqu'aux jeux olympiques de Tokyo où elle a été dépassée par Katie Ledecky avec six médailles d'or olympiques individuelles. 

## Biographie
Krisztina Egerszegi commence la natation à l'âge de quatre ans. Son premier entraîneur Miklos Kiss la fait remarquer à Laszlo Kiss, alors entraîneur du club de natation de Budapest. Après que celui-ci l'a confié à un autre entraîneur, Gyorgy Thury, lui demandant de l'entraîner sur les quatre disciplines, il commence à prendre en charge la nageuse en 1986.
Krisztina Egerszegi apparaît sur la scène internationale lors des championnats d'Europe juniors 1988 à Amersfoort aux Pays-Bas. Elle dispute la même saison les jeux olympiques de Séoul : trois jours après avoir remporté la médaille d'argent sur le 100 mètres dos derrière Kristin Otto — Est-allemande qui remporte six titres olympiques lors de ces jeux —, elle remporte le 200 mètres dos devant deux autres Allemandes de l'Est, Katrin Zimmermann et Cornelia Sirch : avec quatorze ans, un mois et neuf jours, elle devient la nageuse la plus jeune de l'histoire à devenir championne olympique. Elle sera dépossédée de ce record lors des jeux suivant par la Japonaise Kyoko Iwasaki, victorieuse du 200 mètres brasse à quatorze ans et six jours.
L'année suivante, elle remporte les deux médailles d'argent de la discipline du dos, derrière Otto sur 100 mètres et l'Allemande de l'Est Dagmar Hase sur le 200 mètres, et l'argent du 400 mètres 4 nages, derrière Daniela Hunger. 
Deux compétitions internationales majeures figurent au calendrier de l'année 1991 : les championnats du monde, disputés à Perth en Australie et les championnats d'Europe d'Athènes en Grèce. Lors de la première de ces deux compétitions, elle remporte ses deux premiers titres mondiaux, devançant sa compatriote Tunde Szabó sur le 100 mètres et l'Allemande Dagmar Hase sur la distance supérieure. Elle confirme sa domination de la discipline en été en remportant de nouveau les deux titres, battant de surcroit les records du monde des deux distances. Lors de ce championnat d'Europe, elle remporte un troisième titre en battant la Roumaine Beatrice Caslaru sur le 400 mètres 4 nages.
Lors des jeux de Barcelone, elle se présente en tant que détentrice des records mondiaux des deux catégories du 100 et du 200 mètres dos. Elle entame la compétition en remportant le 400 mètres quatre nages en devançant la Chinoise Lin Li et la favorite américaine Summer Sanders. Le lendemain, elle remporte le 100 mètres dos en devançant sa compatriote Tünde Szabó. Elle remporte ensuite sa troisième médaille d'or en remportant le 200 mètres dos devant l'Allemande Dagmar Hase. Elle est la seule nageuse à remporter trois titres individuels lors des mêmes jeux, devenant la troisième de l'histoire de la natation féminine à réaliser cette performance après Debbie Meyer en 1968 et Janet Evans en 1988.
En 1993, lors des championnats d'Europe, elle poursuit sa domination sur la discipline du dos en remportant les deux titres. Elle ajoute deux autres titres européens à son palmarès en remportant le 400 mètres 4 nages et 200 mètres papillon.
Elle connaît ses premiers revers lors des championnats du monde 1994 de Rome : elle est battue sur le 200 mètres dos par la Chinoise He Cihong. Elle termine également cinquième du 100 mètres, remporté par la même Chinoise. Ces revers la conduisent à revenir sur sa décision d'arrêter sa carrière après cette compétition.
Lors des championnats d'Europe 1995 de Vienne, elle obtient son troisième titre consécutif sur le 200 mètres dos et remporte également le 400 mètres quatre nages. Elle obtient également la médaille d'argent lors du relais 4 × 100 mètres 4 nages, la seule médaille en relais de toute sa carrière. Son temps sur cette course, 1 min 0 s 93 est près de deux secondes plus rapide que celui de la gagnante du 100 mètres dos, discipline qu'elle avait décidé de ne plus disputer.
Pour sa troisième participation à une compétition olympique, lors des jeux d'Atlanta, elle devient la seconde nageuse de l'histoire à remporter pour la troisième fois consécutive une épreuve individuelle, après l'Australienne Dawn Fraser. Elle remporte le 200 mètres dos : avec un temps de 2 min 7 s 83, elle devance de trois secondes l'Américaine Whitney Hedgepeth. Elle remporte également une deuxième médaille lors de cette compétition avec le bronze lors du 400 mètres quatre nages, derrière l'Irlandaise Michelle Smith et l'Américaine Allison Wagner. 
Elle met ensuite un terme à sa carrière : elle est alors la nageuse possédant le plus de médailles d'or olympiques individuelles, hommes et femmes réussis. Seuls Michael Phelps et Katie Ledecky ont réussi depuis à dépasser ce record,.

## Palmarès

### Palmarès
| Épreuve / Édition  | Séoul 1988          | Barcelone 1992   | Atlanta 1996         |
| ------------------ | ------------------- | ---------------- | -------------------- |
| 100 m dos          | Argent 1 min 1 s 56 | Or 1 min 0 s 68  | -                    |
| 200 m dos          | Or 2 min 9 s 29     | Or 2 min 7 s 06  | Or 2 min 7 s 83      |
| 400 m quatre nages | -                   | Or 4 min 36 s 54 | Bronze 4 min 42 s 53 |

| Épreuve / Édition | Perth 1991      | Rome 1994           |
| ----------------- | --------------- | ------------------- |
| 100 m dos         | Or 1 min 1 s 78 | 5e                  |
| 200 m dos         | Or 2 min 9 s 15 | Argent 2 min 9 s 10 |

| Épreuve / Édition        | Bonn 1989            | Athènes 1991       | Sheffield 1993   | Vienne 1995          |
| ------------------------ | -------------------- | ------------------ | ---------------- | -------------------- |
| 100 m dos                | Argent 1 min 2 s 44  | Or 1 min 0 s 31 RM | Or 1 min 0 s 83  | -                    |
| 200 m dos                | Argent 2 min 12 s 61 | Or 2 min 6 s 62 RM | Or 2 min 9 s 12  | Or 2 min 7 s 24      |
| 200 m papillon           | -                    | -                  | Or 2 min 10 s 71 | -                    |
| 400 m quatre nages       | Argent               | Or 4 min 39 s 78   | Or 4 min 39 s 55 | Or 4 min 40 s 33     |
| relais 4 × 100 m 4 nages | -                    | -                  | -                | Argent 4 min 12 s 00 |

### Records
- record du monde du 100 mètres dos en 1 min 0 s 31 en 1991
- record du monde du 200 mètres dos en 2 min 6 s 62 en 1991

### Distinctions
Sa carrière est récompensée par de nombreuses distinctions : elle est désignée Sportive hongroise de l'année à sept reprises et introduite au Hall Of Fame, aussi appelé temple de la renommée en Amérique du Nord, de la fédération internationale en 2001. Elle est désignée nageuse de l'année à trois reprises, en 1991, 1992 et 1995. Sur le plan européen, elle est désignée nageuse européenne de l'année en 1990, 1991, 1992 et 1995.